# Emsley A. Laney High School
L'Emsley A. Laney High School è una scuola secondaria (High school) di Wilmington negli Stati Uniti.

## Sport

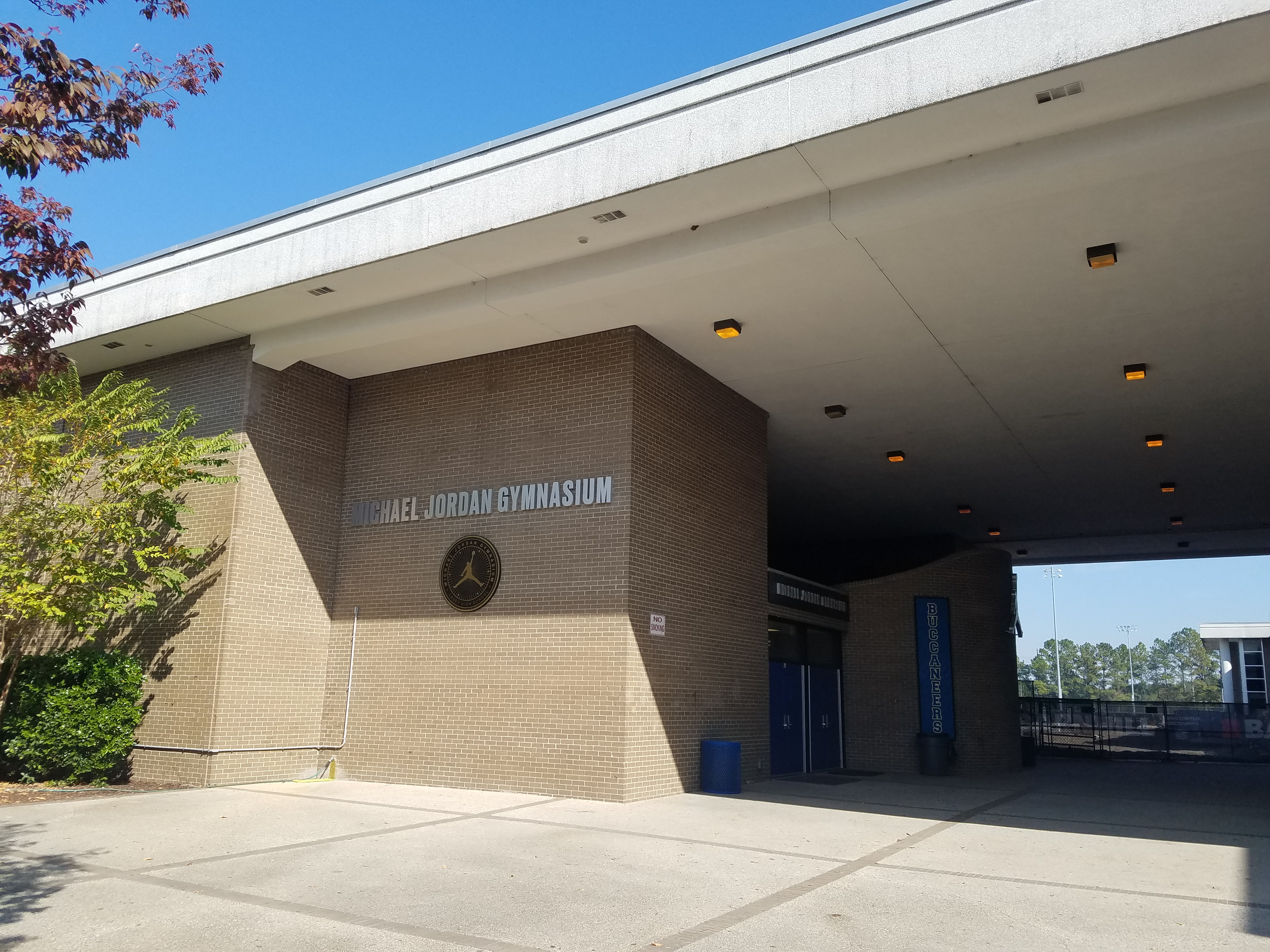
Il Michael Jordan Gymnasium a Laney

La Laney High School compete col nomignolo "Buccaneers". I "Bucs" hanno vinto titoli di conference, regionali e nazionali in diversi sport nel corso della storia della scuola. Le sezioni sportive della Laney includono:
- Football americano
- Calcio
- Cross Country
- Golf
- Tennis
- Pallavolo
- Pallacanestro
- Nuoto
- Wrestling
- Lacrosse
- Baseball
- Softball
- Atletica leggera

## Alunni notevoli
- Michael Jordan, ex cestista NBA[2]
- Kevin Whitted, ex cestista e coach[3]
- Tamera Young, ex cestista WNBA[4]